# Queijo de cabra transmontano
Queijo de cabra transmontano é um queijo português oriundo da região de Trás-os-Montes e Alto Douro. Constitui uma denominação de origem protegida (DOP), de acordo com as normas da União Europeia.
É produzido exclusivamente com leite cru de cabra de raça Serrana, o que o torna o único queijo de cabra DOP português.

## Variantes
É um queijo de cor esbranquiçada, de pasta pouco untuosa apresentando alguns olhos. A maturação deste queijo dura no mínimo 60 dias.
A sua forma é cilíndrica, sem bordos definidos e baixa, apresentando diâmetros compreendidos entre os 12 e os 19 centímetros. O seu peso varia geralmente entre os 300 e os 900 gramas. A crosta é semi-dura, o aroma é forte e agradável e o sabor oferece normalmente um ligeiro travo picante.

### Semi-curado
Queijo com uma maturação entre os 60 e os 90 dias de pasta semi-dura.

### Velho
Queijo de maturação prolongada, normalmente entre os 90 dias e os dois anos. O aroma é forte e agradável com um travo picante. Pode ser comercializado untado com uma pasta de azeite e colorau.

## Elaboração
Para a obtenção do Queijo de Cabra Transmontano DOP ocorre a filtração do leite e o seu aquecimento até aos 35 ⁰C. De seguida, o leite é coalhado com coalho de origem animal. A coalhada resultante é colocada nos cinchos e pressionada manualmente, de forma a remover todo o soro.
Após o corte, os queijos são salgados e deixados a amadurecer, no mínimo 60 dias, à temperatura entre 5 a 18 ⁰C e humidade relativa de 70 a 85%. São efectuadas viragens e lavagens periódicas.

## Área de Produção
A área geográfica da produção deste queijo abrange uma grande faixa de Trás-os-Montes, coincidindo com a bacia hidrográfica da margem direita do Douro. É uma zona caracterizada por terreno montanhoso e agreste onde os animais pastoreiam alternando entre a vegetação arbustiva das encostas e a erva dos lameiros de montanha.
O queijo é produzido nos concelhos de Alfândega da Fé, Carrazeda de Ansiães, Freixo de Espada à Cinta,  Macedo de Cavaleiros, Mirandela, Mogadouro, Murça, Torre de Moncorvo, Valpaços e Vila Flor.

## Consumo
Pode ser consumido em fatias muito finas com pão de centeio, compotas de frutos silvestres ou abóbora, chutney e vinho branco, no início ou no fim das refeições.

## Valor económico
Segundos dados de 2019, foram produzidos neste ano cerca de 9.718 kg de Queijo de Cabra Transmotano DOP, sendo o décimo segundo queijo com DOP mais produzido em Portugal (cerca de 0,5% da produção nacional). O preço médio do queijo, incluindo IVA, foi de 11,64 euros por kg.

### Produção
O sistema produtivo do Queijo de Cabra Transmontano DOP é composto por 42 explorações abastecedoras de leite e um número não identificado (valor confidencial) de queijarias certificadas (dados de 2020). 